# Зандстра, Фалько
Фалько Зандстра (нидерл. Falko Zandstra; род. 27 декабря 1971 в Херенвене, Нидерланды) — известный голландский конькобежец, двукратный призёр Олимпийских игр (1992 и 1994).
Серебряный (1992 — на 5000м) и бронзовый (1994 — на 1500м) призёр Олимпийских игр, чемпион мира (1993) и 2-кратный чемпион Европы (1992, 1993) в классическом многоборье.
Лучший спортсмен года в Нидерландах в 1993 году.
Закончил спортивную карьеру в 1999 году в возрасте 27 лет.